# Tabanus callogaster
Tabanus callogaster är en tvåvingeart som beskrevs av Wang 1988. Tabanus callogaster ingår i släktet Tabanus och familjen bromsar. Inga underarter finns listade i Catalogue of Life.